# Bystus bruchi
Bystus bruchi là một loài bọ cánh cứng trong họ Endomychidae. Loài này được Weise miêu tả khoa học năm 1906.